# كباب بيتي

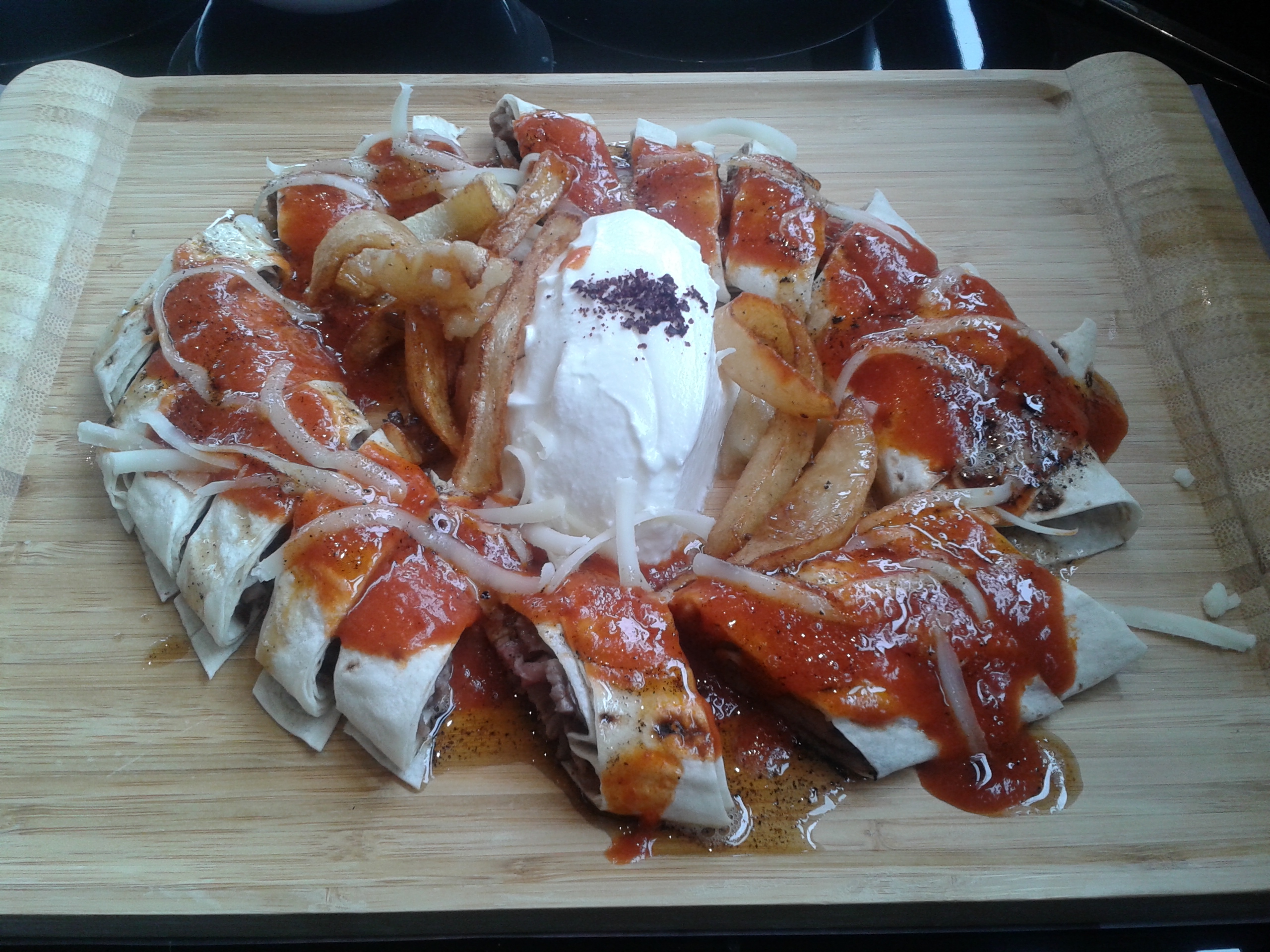
طبق كباب بيتي من أنقرة

كباب بيتي أو بيتي فقط هو طبق تركي يتكون من لحم بقري مفروم أو لحم ضأن مشوي على سيخ ويقدم ملفوفًا في خبز اللواش ومغطى بصلصة الطماطم وزبادي.
سمي الطبق باسم بيتي جولر، صاحبة مطعم بيتي (مطعم) [الإنجليزية] الشهير في إسطنبول. كان مصدر إلهامه لابتكار طبق خاص به في عام 1961 بعد أن شاهد طريقة الجزار السويسري مولر في تحضير اللحوم عندما كان يزور سويسرا. تتكون وصفته من شرائح لحم ضأن ملفوفة في شرائح من دهن الكستلاتة ومشوية. طبق اللحم المفروم الذي يباع عادة طعامًا في الشوارع تحت هذا الاسم لا يشبه طبقه الأصيل.